# Levan Žoržolijani
Levan Žoržolijani (gruzínsky ლევან ჟორჟოლიანი, Levan Žoržoliani, v Gruzii známější jako Lomer Žoržolijani – gruzínsky ლომერ ჟორჟოლიანი, Lomer Žoržoliani; * 20. ledna 1988, Mestia) je bývalý gruzínský zápasník–judista a sambista svanského původu.

## Sportovní kariéra
S judem začínal v Tbilisi pod vedením Gurama Modebadzeho. V gruzínské seniorské reprezentaci se prosazoval do roku 2007 a na mistrovství světa v Riu v témže roce se pátým místem kvalifikoval na olympijské hry v Pekingu. V Pekingu se prezentoval v dobré formě. Ve druhém kole nestačil na Ázerbájdžánce Movluda Miralijeva, ale přes opravy se dostal do souboje o třetí místo, ve kterém vyzval Nizozemce Henka Grola. Od začátku zápasu na svého soupeře nestačil a po prohře na body (yuko) obsadil páté místo.
V roce 2010 se změnami pravidel ho zlákali reprezentační trenéři do příbuzného sportu sambo, ve kterém je dvojnásobným vicemistrem světa. V nové judistické kariéře mu pomohl tehdy příchozí rakouský trenér Peter Seisenbacher. V roce 2012 se zlepšenými výkony kvalifikoval na olympijské hry v Londýně a v interní nominaci porazil olympijského vítěze Irakli Cirekidzeho. Do Londýna však nepřijel v optimální formě, ve druhém kole nestačil v boji o úchop na Ázerbájdžánce Elmara Gasimova. Po odchodu Seisenbachera od gruzínské reprezentace v dalších letech postupně vypadl z reprezentace. Důvodem byla údajně ztráta motivace a zhoršená životospráva.
Levan Žoržolijani byl urostlý judista (sambista) s nestandardním pravým úchopem. Jeho osobní technikou byla uči-mata, tai-otoši.

## Výsledky

### Váhové kategorie
| Turnaj             | 2004    | 2005    | 2006           | 2007           | 2008           | 2009           | 2010           | 2011           | 2012           | 2013           |
| Turnaj             | 16      | 17      | 18             | 19             | 20             | 21             | 22             | 23             | 24             | 25             |
| Turnaj             | střední | střední | polotěžká váha | polotěžká váha | polotěžká váha | polotěžká váha | polotěžká váha | polotěžká váha | polotěžká váha | polotěžká váha |
| ------------------ | ------- | ------- | -------------- | -------------- | -------------- | -------------- | -------------- | -------------- | -------------- | -------------- |
| Olympijské hry     | —       |         |                |                | 5.             |                |                |                | úč.            |                |
| Mistrovství světa  |         | —       |                | 5.             |                | —              | úč.            | 7.             |                | úč.            |
| Mistrovství Evropy | —       | —       | —              | 5.             | úč.            | úč.            | 7.             | 2.             | 2.             | —              |
| ME do 23 let       | —       | 3.      | —              | —              | —              | —              | —              |                |                |                |
| MS juniorů         | 7.      |         | —              |                |                |                |                |                |                |                |
| ME juniorů         | úč.     | —       | —              | —              |                |                |                |                |                |                |

### Bez rozdílu vah
| Turnaj            | 2004 | 2005 | 2006 | 2007 | 2008 | 2009 | 2010 | 2011 | 2012 | 2013 |
| Turnaj            | 16   | 17   | 18   | 19   | 20   | 21   | 22   | 23   | 24   | 25   |
| ----------------- | ---- | ---- | ---- | ---- | ---- | ---- | ---- | ---- | ---- | ---- |
| Mistrovství světa |      | —    |      | —    | —    |      | úč.  | —    |      |      |